# 김연실 (배우)
김연실(金蓮實, 1911년 ~ 1997년 8월)은 일제강점기에 주로 활동한 영화배우, 연극배우 겸 가수이다.

## 생애
평안남도 평양에서 출생하였으며 경기도 수원에서 성장하였고 평양여자고등보통학교를 마쳤다는 기록과, 대한제국과 일제 강점기에 지방관을 지낸 김연식의 딸로서 경기도 수원군에서 태어나 수원 삼일여자고등보통학교에서 수학했다는 기록이 있다. 오빠 김학근은 단성사 변사였고, 남동생 김학성은 후에 유명한 영화 촬영기사가 되었다.
변사로 일하던 오빠의 소개로 나운규의 《잘 있거라》(1927)에 출연한 것을 계기로 영화계에 입문하였다. 토월회와 태양극단에서 활동하며 연극 무대에도 섰으며, 1937년에 가장 많은 영화에 출연한 배우로 꼽혔을 만큼 다작 배우였다. 능숙한 연기를 보여주었다는 연기 평이 남아 있다. 1930년대 이후로는 대중가요 가수로도 활발한 활동을 하였다.
일제 강점기 말기에는 만주국 신징으로 건너가 스탠드바 등을 경영하며 살다가, 다시 고협에서 연극 배우로 활동을 재개했다. 1940년대에는 당시 유행하던 악극단 단원으로 활동하기도 했다.
미군정 시기인 1947년에 당시 신인 배우였던 최은희와 함께 영화 《새로운 맹서》에 출연하였다. 김연실은 최은희를 마음에 들어하여, 자신이 배우로 일하면서 뒷바라지를 한 동생 김학성과의 결혼을 적극적으로 추진해 성사시켰다. 마지막 출연작은 1949년 작품인 이규환의 《돌아온 어머니》이다.
서울에서 다방을 운영하다가 한국 전쟁 중 조선민주주의인민공화국으로 갔다. 좌익 언론인이었던 연인을 따라 월북한 것으로 알려져 있다. 냉전 시기에는 김연실이 숙청되어 협동농장에서 고생하면서 월북을 후회하고 있다는 내용으로 반공주의 시각의 목격담이 대한민국에서 널리 퍼진 적도 있었으나, 조선민주주의인민공화국의 인민배우 칭호를 받은 것이 2002년에 확인되었다.

## 같이 보기
- 김학성

## 참고자료
- 강옥희,이영미,이순진,이승희 (2006년 12월 15일). 《식민지시대 대중예술인 사전》. 서울: 소도. 50~51쪽쪽. ISBN 9788990626264.